# 김정후
김정후(金正厚, 1988년 9월 26일 ~ )는 전 KBO 리그 키움 히어로즈의 투수이다. 개명 전 이름은 '김경근'이다.

## 아마추어 시절
2006년에 청소년 국가 대표로 선발됐고 제 22회 세계 청소년 야구 선수권 대회에서 우승했다.

## 한국 프로야구 시절

### 상무 야구단시절
단국대학교를 졸업하고 입대했다. 유난히 성적이 좋아 군 복무를 마친 후 드래프트에 참가해 지명된 특이한 케이스이다.

### SK 와이번스시절
2013년 신인 드래프트에서 10라운드 지명을 받고 입단했으나 부상 및 개인 사정으로 퇴단했다.

## 일본 독립야구 시절
2년간 쉬다가 투수로 전향해 일본의 독립리그 니가타 알비렉스에서 활동했다.

## 한국 프로야구 복귀

### 두산 베어스시절
2017년 말에 신고선수로 입단했다. 2018년 9월 27일에 방출됐다.

### LG 트윈스시절
2019년에 입단했다.

### 키움 히어로즈시절
2019년 11월 26일에 입단하였다. 2021년 10월 27일에 방출됐다.

## 출신 학교
- 서울고명초등학교
- 건국대학교 사범대학 부속중학교
- 경동고등학교
- 단국대학교

## 통산 기록
| 연도 | 팀명  | 평균자책점 | 경기 | 완투 | 완봉 | 승 | 패 | 세 | 홀 | 승률  | 타자 | 이닝 | 피안타 | 피홈런 | 볼넷 | 사구 | 탈삼진 | 실점 | 자책점 |
| ---- | ----- | ---------- | ---- | ---- | ---- | -- | -- | -- | -- | ----- | ---- | ---- | ------ | ------ | ---- | ---- | ------ | ---- | ------ |
| 2018 | 두산  | 3.63       | 13   | 0    | 0    | 0  | 1  | 0  | 0  | 0.000 | 75   | 17.1 | 12     | 3      | 12   | 1    | 12     | 8    | 7      |
| 2019 | LG    | 0.00       | 2    | 0    | 0    | 0  | 0  | 0  | 0  | -     | 7    | 1.2  | 1      | 0      | 1    | 0    | 1      | 0    | 0      |
| 2020 | 키움  | 12.00      | 4    | 0    | 0    | 0  | 0  | 0  | 0  | -     | 20   | 3    | 7      | 1      | 4    | 0    | 3      | 4    | 4      |
| 통산 | 3시즌 | 4.50       | 19   | 0    | 0    | 0  | 1  | 0  | 0  | 0.000 | 102  | 22   | 20     | 4      | 17   | 1    | 16     | 12   | 11     |